# فيليب ديكر
فيليب ديكر (بالفرنسية: Philippe Decker)‏ هو موزع وملحن لوكسمبورغي، ولد في 12 فبراير 1840، وتوفي في 9 فبراير 1881.